# Fabian af Petersens
Fabian Gustav Mikael af Petersens, född 24 juli 1944 i Stockholm, är en svensk fotograf, journalist och författare. 
Efter studentexamen vid Sigtuna humanistiska läroverk 1963 gjorde han värnplikt vid Arméns Tolkskola i Uppsala. Därefter studerade han vid Stockholms universitet där han blev filosofie kandidat 1966.1969-71 genomgick han UD:s aspirantutbildning. Han har sedan verkat som ledarskribent på Göteborgs Handels- och Sjöfartstidning och som journalist på Veckans Affärer, Svenska Dagbladet, Sveriges Television och på TV8:s FinansNytt som programledare.
Han är son till ambassadör Gösta af Petersens och Gunilla, född Fant, samt dotterson till borgmästaren i Stockholm  Gunnar Fant och systerson till direktören Fred Fant.